# تلفزيون جمهورية إندونيسيا
تلفزيون جمهورية إندونيسيا، اختصارًا، (TVRI) أو (مؤسسة البث التلفزيوني العامة لجمهورية إندونيسيا) هي شبكة تلفزيونية عامة مملوكة للدولة وأقدم شبكة تلفزيونية في إندونيسيا. يقع مقرها الوطني في جلوريا، وسط جاكرتا.

## روابط خارجية
- الموقع الرسمي